# Nagroda Gödla
Nagroda Gödla – nagroda przyznawana przez EATCS i ACM za wybitne osiągnięcia w dziedzinie informatyki teoretycznej. Nazwana tak dla uczczenia Kurta Gödla, jednego z najwybitniejszych logików.
Nagroda w wysokości 5000 dolarów przyznawana jest corocznie, poczynając od roku 1993. Wręczana jest podczas sympozjum ACM na temat teorii obliczeń lub międzynarodowego kolokwium EATCS na temat automatów, języków i programowania. Nagradzani są autorzy znaczących publikacji, które ukazały się w ciągu ostatnich 14 lat (pierwotnie było to 7 lat).

## Laureaci nagrody
- 1993: László Babai, Shafrira Goldwasser, Silvio Micali, Shlomo Moran i Charles Rackoff za rozwój interaktywnych systemów dowodzenia
- 1994: Johan Håstad
- 1995: Neil Immerman i Róbert Szelepcsényi za twierdzenie Immermana-Szelepcsényiego
- 1996: Mark Jerrum i Alistair Sinclair
- 1997: Joseph Halpern i Yoram Moses
- 1998: Seinosuke Toda
- 1999: Peter Shor za algorytm faktoryzacji Shora dla rozkładu liczb całkowitych na czynniki pierwsze przy pomocy komputera kwantowego
- 2000: Moshe Y. Vardi i Pierre Wolper
- 2001: Sanjeev Arora, Uriel Feige, Shafrira Goldwasser, Carsten Lund, László Lovász, Rajeev Motwani, Shmuel Safra, Madhu Sudan i Mario Szegedy
- 2002: Géraud Sénizergues za dowód, że równoważność deterministycznych automatów ze stosem jest problemem rozstrzygalnym
- 2003: Yoav Freund i Robert Schapire za opracowanie metody AdaBoost[1].
- 2004: Maurice Herlihy, Mike Saks, Nir Shavit i Fotios Zaharoglou za zastosowanie metod topologicznych do teorii obliczeń rozproszonych
- 2005: Noga Alon, Yossi Matias i Mario Szegedy
- 2006: Manindra Agrawal, Neeraj Kayal, Nitin Saxena za test pierwszości AKS
- 2007: Aleksandr Razborow, Steven Rudich
- 2008: Daniel Spielman, Shang-Hua Teng
- 2009: Omer Reingold, Salil Vadhan, Awi Wigderson
- 2010: Sanjeev Arora, Joseph S.B. Mitchell
- 2011: Johan Håstad
- 2012: Elias Koutsoupias, Christos Papadimitriou, Noam Nisan, Amir Ronen, Tim Roughgarden i Éva Tardos
- 2013: Dan Boneh, Matthew K. Franklin i Antoine Joux
- 2014: Ronald Fagin, Amnon Lotem i Moni Naor
- 2015: Daniel Spielman i Shanghua Teng
- 2016: Stephen Brookes i Peter W. O’Hearn
- 2017: Cynthia Dwork, Frank McSherry, Kobbi Nissim i Adam D. Smith
- 2018: Oded Regev
- 2019: Irit Dinur
- 2020: Robin A. Moser i Gábor Tardos
- 2021: Andrei Bulatov, Martin E. Dyer, David Richerby, Jin-Yi Cai, i Xi Chen
- 2022: Zvika Brakerski, Craig Gentry, Vinod Vaikuntanathan
- 2023: Samuel Fiorini, Serge Massar, Sebastian Pokutta, Hans Raj Tiwary, Ronald de Wolf, Thomas Rothvoss
- 2024: Ryan Williams